# Bismutato de sodio
El bismutato de sodio es un compuesto inorgánico, y un oxidante fuerte cuya fórmula química es NaBiO3. Se trata de un compuesto ligeramente higroscópico, pero no soluble en agua fría, lo que puede ser conveniente puesto que el reactivo puede eliminarse fácilmente después de la reacción. Es una de las pocas sales de sodio que no son solubles en agua. Los modelos comerciales suelen ser una mezcla de óxido de bismuto (V), carbonato de sodio y peróxido de sodio.
También existe un compuesto relacionado con la misma con la fórmula aproximadamente: Na3BiO4.

## Estructura
El bismutato de sodio tiene una estructura de ilmenita, formada por centros octaédricos de bismuto (V) y cationes de sodio. La distancia media Bi-O es de 2,116 Å. La estructura de la ilmenita está relacionada con la estructura del corindón (Al2O3), que presenta una estructura en capas formada por átomos de oxígeno muy próximos entre sí, en la que los dos cationes se encuentran alternados en posiciones octaédricas.

## Síntesis
El bismuto se oxida con dificultad en el estado de oxidación +V si no hay álcali. La síntesis se realiza mediante una suspensión de trióxido de bismuto en una disolución de hidróxido de sodio hirviendo. Luego se oxida añadiendo bromo para formar el bismutato de sodio.
Bi2O3 + 6 NaOH + 2 Br2 → 2 NaBiO3 + 4 NaBr + 3 H2O
Otra síntesis de NaBiO3 consiste en oxidar una mezcla de óxido de sodio y óxido de bismuto (III) con aire (como fuente de O2):
Na2O + Bi2O3 + O2 → 2 NaBiO3
Este procedimiento es idéntico a la oxidación del dióxido de manganeso en álcali para dar manganato de sodio.

## Reacciones
La humedad y las altas temperaturas son perjudiciales para el bismutato de sodio, ya que oxida el agua y se descompone en hidróxido de sodio y óxido de bismuto (III):
2 NaBiO3 + H2O → 2 NaOH + Bi2O3 + O2
Los ácidos lo descomponen más rápidamente. En HCl, el NaBiO3 también reacciona para formar cloro gaseoso.
El NaBiO3 puede usarse para detectar el manganeso tanto cualitativa como cuantitativamente. Al ser un oxidante fuerte, convierte casi cualquier compuesto de manganeso en permanganato, que se ensaya fácilmente por espectrofotometría. Para ello, se hace reaccionar un poco de NaBiO3 junto con la muestra en una solución caliente de ácido sulfúrico o ácido nítrico. El permanganato tiene un color violeta y una absorbancia que alcanza su máximo a los 510 nm. La reacción es:
2 Mn2+ + 5 NaBiO3 + 14 H+ → 2 MnO−4 + 5 Bi3+ + 5 Na+ + 7 H2O
El bismutato de sodio es capaz de realizar la 1,2-descomposición oxidativa de los glicoles, los cetoles y los alfahidroxiácidos sin que se produzca una oxidación adicional de los (posibles) productos aldehídicos:
R2C(OH)–C(OH)–R2 → R2C=O + O=CR2
R2C(OH)–C(O)–R → R2C=O + RCOOH
R2C(OH)–COOH → R2C=O + CO2
Estas divisiones pueden realizarse en presencia de un ácido acético o fosfórico a temperatura ambiente. Alcoholes como el metanol o el etanol pueden utilizarse como medio de reacción, ya que se oxidan lentamente con el bismutato de sodio. El tetraacetato de plomo produce reacciones similares, aunque las condiciones anhidras, como las que se requieren en el uso del tetraacetato de plomo, ya no son necesarias para el bismutato de sodio.
El NaBiO3 puede ser utilizado para la separación de plutonio a escala en el laboratorio (véase el proceso de fosfato de bismuto).

## Seguridad
El NaBiO3 es un irritante químico leve. En caso de ingestión es medianamente tóxico, con síntomas similares a la intoxicación por plomo: dolor abdominal y vómitos. Las dosis grandes provocan diarrea e incluso la muerte. Una absorción prolongada de NaBiO3 en el organismo provoca daños renales irreversibles. Estos efectos se deben a la toxicidad del bismuto. La dosis letal oral absoluta (DL100) del NaBiO3 es de 720 mg/kg para las ratas y de 510 mg/kg para los conejos.